# Centro Giovanile Virescit Boccaleone 1981-1982
Questa voce raccoglie le informazioni riguardanti il Centro Giovanile Virescit Boccaleone nelle competizioni ufficiali della stagione 1981-1982.

## Rosa
| N. |                   | Ruolo | Calciatore          |
| -- | ----------------- | ----- | ------------------- |
|    | Italia (bandiera) | P     | Ulisse Albergoni    |
|    | Italia (bandiera) | A     | Mario Astolfi (I)   |
|    | Italia (bandiera) | D     | Tomaso Astolfi (II) |
|    | Italia (bandiera) | D     | Donato Benedetti    |
|    | Italia (bandiera) |       | Bettoni             |
|    | Italia (bandiera) |       | Biava               |
|    | Italia (bandiera) | A     | Ivan Bolis          |
|    | Italia (bandiera) | C     | Valter Bonacina     |
|    | Italia (bandiera) | C     | Walter Bonati       |
|    | Italia (bandiera) | C     | Roberto Crotti      |
|    | Italia (bandiera) | D     | Eugenio Gamba       |

| N. |                   | Ruolo | Calciatore            |
| -- | ----------------- | ----- | --------------------- |
|    | Italia (bandiera) | A     | Mauro Lussana         |
|    | Italia (bandiera) | C     | Giancarlo Manenti     |
|    | Italia (bandiera) | C     | Sergio Martinelli     |
|    | Italia (bandiera) | C     | Roberto Meli          |
|    | Italia (bandiera) | D     | Tiziano Mutti         |
|    | Italia (bandiera) | D     | Pietro Noris          |
|    | Italia (bandiera) | D     | Roberto Radici        |
|    | Italia (bandiera) | C     | Giorgio Rotini        |
|    | Italia (bandiera) | A     | Aldo Lucio Stacchetti |
|    | Italia (bandiera) | P     | Gabriele Tamburrini   |